# Scum (Napalm Death)
| Recensione | Giudizio |
| ---------- | -------- |
| AllMusic   |          |

Scum è il primo album in studio del gruppo musicale britannico Napalm Death, pubblicato il 1º luglio 1987.
Il lato A del disco venne registrato per 50 sterline nell'agosto del 1986 e inizialmente doveva far parte di uno split album. Dopo alcuni cambi di formazione, il secondo lato venne registrato nel maggio del 1987 ai Rich Bitch Studios, dove era stata registrata anche la prima metà. Entrambi i lati vennero pubblicati in un unico lavoro dalla Earache Records nel luglio dello stesso anno. La copertina venne disegnata da Jeff Walker (compagno di Bill Steer nei Carcass).

## Descrizione
L'album si caratterizza per la breve durata delle canzoni, per la velocità e per lo stile molto violento, tutte caratteristiche fondamentali del grindcore; inoltre presenta un cantato molto distorto, vicino a quello del death metal, e parti strumentali che presentano cambi veloci di ritmo: riff di chitarra di chiara ispirazione hardcore punk, batteria serrata con l'uso di blast beat e groove midtempo. Ciò che caratterizza pesantemente l'album è la breve durata delle canzoni, con una media di 1 minuto e 20 secondi a canzone, oltre ad una produzione grezza e minimale. Per via di queste particolarità, Scum, insieme a Reek of Putrefaction dei Carcass, è considerato l'album che ha dato vita al grindcore. Il brano You Suffer entrò a far parte del Guinness dei Primati come canzone più corta mai comparsa su un'incisione.
I testi, quasi incomprensibili durante l'ascolto, si concentrano maggiormente sulla politica, infatti, sulla copertina dell'album vi sono i marchi di alcune multinazionali e si riconoscono tra gli altri BP (British Petroleum), Nestlé, Ford, Thorn Emi, Philips, Ciba-Geigy, McDonald's, IBM, Kraft, Roche, GM, Coca Cola, Union Carbide, collocate polemicamente intorno alla scritta Scum, che significa "rifiuto". Il disco ha ricevuto molte recensioni positive, AllMusic gli ha dato 5 stelle su 5, mentre la rivista musicale Kerrang! ha inserito Scum tra i 50 migliori album inglesi di tutti i tempi.

## Tracce

### Lato A
1. Multinational Corporations – 1:06
2. Instinct of Survival – 2:26
3. The Kill – 0:23
4. Scum – 2:38
5. Caught... In a Dream – 1:47
6. Polluted Minds – 0:58
7. Sacrificed – 1:06
8. Siege of Power – 3:59
9. Control – 1:23
10. Born on Your Knees – 1:48
11. Human Garbage – 1:32
12. You Suffer – 0:01

### Lato B
1. Life? – 0:43
2. Prison Without Walls – 0:38
3. Point of No Return – 0:35
4. Negative Approach – 0:32
5. Success? – 1:09
6. Deceiver – 0:29
7. C.S. – 1:14
8. Parasites – 0:23
9. Pseudo Youth – 0:42
10. Divine Death – 1:21
11. As the Machine Rolls On – 0:42
12. Common Enemy – 0:16
13. Moral Crusade – 1:32
14. Stigmatized – 1:03
15. M.A.D. – 1:34
16. Dragnet – 1:01

## Formazione

### Lato A
- Nicholas Bullen – voce, basso
- Justin Broadrick – chitarra
- Mick Harris – batteria

### Lato B
- Lee Dorrian – voce
- Bill Steer – chitarra
- Jim Whitley – basso
- Mick Harris – batteria

### Crediti
- Jeff Walker – copertina
- Mitch Dickinson, Nick Royles – foto libretto